# マグネ・ヨハンセン
マグネ・ヨハンセン（Magne Johansen、1965年1月18日 - ）は、ノルウェー・トロンハイム出身の元スキージャンプ選手。

## プロフィール
1987年3月1日にラハティでスキージャンプ・ワールドカップにデビュー、14位となった。
1989年ノルディックスキー世界選手権団体戦でクラス・ブレーデ・ブローテン、オーレ・グンナル・フィディエステール、ヨン・インゲ・キョールムとともに銀メダルを獲得した。
1992年のアルベールビルオリンピックではノーマルヒル49位、ラージヒル18位、団体7位。スキーフライング世界選手権で13位、ワールドカップ総合では26位といずれも自己最高位を記録した。
ノルウェー選手権では2位が4度（ノーマルヒル：1988-1990年3年連続、ラージヒル：1992年）と3位が1度（ラージヒル：1990年）ある。
翌1992-1993シーズンはワールドカップポイントをあげることができず、以後は国際大会への出場も減り、1998年33歳で現役を退いた。